# Reinder Nummerdor
Reinder Nummerdor (IJsselmuiden, 10 de setembro de 1976) é um jogador de voleibol de praia dos Países Baixos.
Em vôlei de quadra, Nummerdor participou de duas olimpíadas integrando a Seleção Neerlandesa de Voleibol Masculino: Sydney 2000 e Atenas 2004.
A partir de 2004 passou a se dedicar ao voleibol de praia tendo como parceiro seu ex-companheiro de seleção neerlandesa Richard Schuil. Participaram juntos nas olimpíadas de Pequim 2008 e Londres 2012.Em 2015 conquistou a medalha de prata no Mundial de Volei de Praia que foi realizado na Holanda,onde foi considerado o MVP.
Nummerdor é casado com a também voleibolista holandesa Manon Flier desde 2014.